# Ligaza
Ligaza je vrsta enzima koja katalizira stvaranje kovalentne veze između dvije molekule i time ih spaja. Ligaze mogu biti različitoga podrijetla i različite biološke funkcije; jedan od najpoznatijih primjera ligaze je DNK ligaza koja sudjeluje u popravcima DNK i njenoj replikaciji tako što katalizira stvaranje fosfodiesterskih veza između dvaju komplementarnih lanaca DNK.
Opća formula za kemijske reakcije ligaza slijedi: 
X + Y + ATP → XY + ADP + Pi

## Klasifikacija
Skupina ligaza označena je brojem EC 6 u EC sustavu klasifikacije enzima. Ligaze se dalje dijele na šest podskupina:
- EC 6.1: ligaze koje stvaraju vezu između kisika i ugljika
- EC 6.2: ligaze koje stvaraju veze između ugljika i sumpora
- EC 6.3: ligaze koje stvaraju veze između ugljika i dušika
- EC 6.4: ligaze koje stvaraju veze između ugljika i ugljika
- EC 6.5: ligaze koje stvaraju fosfodiesterske veze, npr. DNK ligaza
- EC 6.6: ligaze koje stvaraju veze između dušika i različitih metala.